# Rock a la Mar
El Rock a la Mar era un festival de música en valencià que es va celebrar a Dénia des de l'any 2005 fins al 2007. Durant dos dies actuaven vuit grups (quatre per nit) al port de Dénia. Era el successor de l'Almadrava Rock, festival que es feia als Poblets.
La primera edició del Rock a la Mar es va celebrar els dies 29 i 30 de juliol de 2005. El divendres 29 van actuar Fora des Sembrat, Cheb Balowski, Sva-ters i Gàtaca. El dissabte 30 van tocar Skalissai, Pinka, Lax'n'Busto i La Gossa Sorda.
La segona edició del Rock a la Mar es va celebrar els dies 28 i 29 de juliol de 2006. El divendres 28 van actuar Sergi Contrí, 121dB, The Toasters i Paral·lel 84. El dissabte 29 van actuar Inòpia, Sant Gatxo, Obrint Pas i Revolta 21.
La tercera edició es va fer els dies 27 i 28 de juliol de 2007. El divendres 27 van actuar El Corredor Polonès, Gossos, Pirat's Sound Sistema i Voltor. El dissabte 28 van tocar Soul Atac, Antònia Font, Lilit i Dionís i Mugroman. Aquesta tercera edició va estar a punt de no celebrar-se per no tindre els permisos de l'Administració.